# ステロールエステラーゼ
ステロールエステラーゼ (sterol esterase) は、次の化学反応を触媒する酵素である。
ステリルエステル + H2O {\displaystyle \rightleftharpoons } ステロール + 脂肪酸
したがって、この酵素の基質はステリルエステルと水の2つで、生成物はステロールと脂肪酸の2つである。
この酵素は加水分解酵素に属し、特にカルボン酸のエステル結合に作用する。系統名はsteryl-ester acylhydrolaseである。別名にはcholesterol esterase, cholesteryl ester synthase, triterpenol esterase, cholesteryl esterase, cholesteryl ester hydrolase, sterol ester hydrolase, cholesterol ester hydrolase, cholesterase, およびacylcholesterol lipaseがある。この酵素は胆汁酸の生合成に関与する。

## 構造学
2007年の時点で、2種の構造が解明されており、PDBの1AQLと2BCEに記録されている。